# Koumansetta hectori
Koumansetta hectori — вид риб родини Бичкових (Gobiidae). Вид названий в честь шотландського натураліста Джеймса Гектора. Сягає максимальної довжини 8,5 см.
Ареал охоплює Індо-Вест-Пацифіку: Червоне море, Альдабра, Сейшельські Острови, Острови Рюкю, Острови Яеяма, також Палау, Чуук і Понпеї в Мікронезії. Населяє переважно коралові рифи, де зустрічається на глибинах від 5 до 20 м.
Іноді трапляється як акваріумна риба.